# Тройной прыжок «Пантеры»
«Тройной прыжок „Пантеры“» — советский фильм 1986 года снятый на киностудии «Казахфильм» режиссёром Лейлой Аранышевой.

## Сюжет
Приключенческий фильм о ликвидации фашистских диверсантов на территории Казахстана в годы Великой Отечественной войны.
Лето 1942 года, капитан Кадыров, получивший по ранению краткосрочную увольнительную с фронта, на пять дней прибывает в родные места — далёкий от фронта Казахстан. Но на вокзале в комендатуре его просят помочь местному отделению НКВД и прочесать отдалённый участок степи — по некоторым сведениям туда были заброшены самолётом немецкие диверсанты. Наскоро сколоченная Кадыровым из случайных людей «опергруппа» в составе старшины военкомата Карпиты, восстанавливавшегося после ранения инструктора военкомата эстонца Тоомоса, местного недавно «откинувшегося» парня Лёхи Бабича и молодого шофёра Жорки, взяв по пути довезти местную девушку Асию, едущую к матери на отдалённое пастбище, отправляется в путь на потрёпанном военкоматовском «ЗиСе»… не очень-то и веря, что немецкие диверсанты вообще могут быть заброшены в эти края. На третий день поисков по пыльной степи и горам именно они, а не спецгруппы НКВД, обнаружат диверсантов, примут неравный бой и погибнут, так и не узнав, что ценой своих жизней сорвали курируемую из Берлина операцию фашистов под кодовым названием «Пантера».

## В ролях
- Абдрашид Абдрахманов — Арас Кадыров, капитан - (роль озвучил Виктор Проскурин)
- Лев Перфилов — старшина Карпита
- Сергей Колтаков — Лёша Бабичев («Бабич»), бывший заключённый
- Сийм Рулли — Тоомас Лепп, инструктор
- Сергей Роженцев — Георгий Маркелов, шофёр Жора
- Гульнизат Омарова — Асия
- Амина Умурзакова — бабушка Асии
- Юрий Назаров — военком (роль озвучивал Леонид Дьячков)
- Владимир Талашко — Константин Бондарь, начальник управления НКВД
- Владимир Шихов — Шалай, лейтенант НКВД
- Болат Калымбетов — Ибраев, лейтенант
- Касым Жакибаев — старик
- Меруерт Утекешева — дочь старика
- Тоомас Урб — командир немецких диверсантов - (роль озвучил Андрей Толубеев)
- Янис Рейнис — Густав, диверсант «Иван»
- Гинтс Озолиньш — «Николай», диверсант

## Съёмки
Место съёмок — город Кзыл-Орда, съёмки велись на вокзале и в привокзальных зданиях — в кабинетах линейного отделения милиции, ничего не переделывая, устроили «военкомат», «НКВД» и «комендатуру», также в кадр попали дома XIX века по улице Ленина (ныне Кунаева); всё, что происходило по сценарию в степи, снимали в Алматинской области под Капчагаем.
Исполнитель главной роли командира группы Абдрашид Абдрахманов — непрофессиональный актёр, снявшийся тогда только в двух фильмах, но уже знаменитый боксёр — двукратный чемпион СССР.
Консультант фильма — генерал-лейтенант Г. Кочкин.

## Реальная основа
На афише фильма было написано, что сюжет основан на реальных событиях, и зрители до сих пор спорят, какие именно «реальные события» легли в основу фильма.
Заброска немцами диверсионных групп на территорию Казахстана действительно осуществлялась, но не в 1941-м, а в мае 1944 года.
В 1970-х годах публикации о немецких диверсантах в Казахстане были многочислены, в том числе известны по повести-хронике Серика Шакибаева «Падение „Большого Туркестана“»".
Описываемый в финале фильма план немцев по переброске в 1941 году эмиссара в Японию воздушным путём неправдоподобен, но, данное допущение сценаристов могло основываться на существовавшем в 1943 году у немцев плане наведения воздушного моста из Таганрога в Маньчжурию, с созданием по маршруту аэродромов подлёта.

## О фильме
Мастерское обыгрывание пустынной горно-степной местности Казахстана заставило увидеть в дебютантке Лейле Аранышевой приверженку эстетики если не голливудских вестернов, то во всяком случае — наших истернов.— Евгений Нефёдов - Тройной прыжок «Пантеры» // AllOfCinema.com, 2016 год
Фильм, наряду с фильмами «За нами Москва», «Песнь о Маншук» и «Снайперы», является одним из немногих фильмов об участии казахстанцев в Великой Отечественной войне:

Нельзя не вспомнить и о фильме Лейлы Аранышевой «Тройной прыжок пантеры». Фильм был снят в 1986 году и с восторгом встречен всесоюзной аудиторией. Кинокритики аттестовали фильм как хороший «истерн». До сих пор он показывается телеканалами, правда, всё реже и реже.— газета «Литер», 2018 год
В канун 75-летия Победы киностудия «Казахфильм» на своем Youtube-канале открыла доступ к фильму.